# إيمي بوتل
إيمي بوتل (بالإنجليزية: Amy Bowtell)‏ مواليد 16 سبتمبر 1993 في دبلن، هي لاعبة كرة مضرب أيرلندية بدأت مسيرتها كمحترفة سنة 2009 تلعب باليد اليمنى وتحتل حالياً المرتبة رقم. 381 (9 فبراير 2015) في تصنيف رابطة محترفات كرة المضرب. أعلى تصنيف لها في الفردي كان المركز الـ 381 في سنة 2015.

## روابط خارجية
- إيمي بوتل على موقع رابطة محترفات التنس (الإنجليزية)
- إيمي بوتل على موقع الاتحاد الدولي لكرة المضرب (الإنجليزية)
- إيمي بوتل على موقع كأس بيلي جين كينغ (الإنجليزية)
- إيمي بوتل على موقع خلاصة التنس.كوم (الإنجليزية)